# Амфитеатров, Валентин Николаевич
Протоиерей Валенти́н Никола́евич Амфитеа́тров (1 [13] сентября 1836, село Высокое, Орловская губерния, Российская империя — 20 июля [2 августа] 1908, Москва, Российская империя) — московский священник, проповедник, духовник, с 1892 года — настоятель кремлёвского Архангельского собора. Один из самых известных подвижников благочестия XX века. В народе почитается как чудотворец.
Похоронен на Ваганьковском кладбище Москвы. В настоящее время по инициативе настоятеля храма Воскресения Словущего игумена Петра (Еремеева) рассматривается вопрос прославления протоиерея Валентина в лике святых.

## Биография

### Происхождение
Отец Валентин происходил из орловского рода Амфитеатровых, давших России многих архиереев, священников, а также деятелей культуры. Родился 1 (13) сентября 1836 в селе Высоком Кромского уезда Орловской губернии. Отец — протоиерей Николай Васильевич Амфитеатров — родной брат Егора Васильевича Амфитеатрова, профессора Московской духовной академии и племянник митрополита Киевского и Галицкого Филарета и литератора С. И. Раича; мать — Анна.

### Ранние годы
В 1847 году Валентин поступил в Орловскую духовную семинарию. В 1853 году, согласно собственному прошению, был переведён в Киевскую семинарию, которую окончил в 1854 году. Образование продолжил в Московской духовной академии (1854—1858).
Получив степень кандидата богословия, Валентин Николаевич был назначен в Калужское духовное училище на должность инспектора и преподавателя. С 1859 года он преподавал греческий язык и всеобщую и русскую историю в Калужской семинарии.

### Женитьба
Во время преподавания в Калужской семинарии Амфитеатров сблизился с одним из своих учеников — Александром Ивановичем Чупровым. В доме его родителей, мосальского протоиерея Иоанна Филипповича и Елизаветы Алексеевны (в девичестве Брильянтовой), Валентин Николаевич познакомился с братьями и сестрами Александра, в том числе с Елизаветой Ивановной, на которой вскоре, 17 июля 1860 года, и женился.

### Начало священнослужения
Сын о. Валентина, Александр Валентинович Амфитеатров, сообщал, что священный сан отец принял по настоянию тестя — это было условие женитьбы на Елизавете Ивановне. Однако, судя по всему, одновременно это было и добровольное, осознанное решение самого Валентина Николаевича.
14 сентября 1860 года Валентин Николаевич Амфитеатров епископом Тульским и Белёвским Алексием (Ржаницыным) был рукоположен в диаконы, а уже на следующий день, 15 сентября, — в священники. Первым его назначением был Благовещенский храм г. Калуги. Около года он также был членом Калужской консистории.
В августе 1864 года о. Валентин был переведен в Троицкий собор города Лихвина Калужской губернии, с назначением благочинным и цензором проповедей. В сентябре того же года он стал законоучителем Лихвинского уездного училища. Позднее в течение некоторого времени он был смотрителем духовного училища в г. Мещовске Калужской губернии. В июне 1866 года епископом Калужским и Боровским Григорием (Миткевичем) возведён в сан протоиерея.
В 1871 году о. Валентин переехал в Москву и был назначен законоучителем в Московскую учительскую семинарию. В 1873—1881 годах — в той же должности в Московском казенном реальном училище.

### В «Нечаянной радости»
В 1874 году о. Валентин, по ходатайству Иннокентия, митрополита Московского и Коломенского, был назначен в кремлёвскую церковь святых Константина и Елены, которая по известному образу Божией Матери, в ней находившемся, именовалась в народе «Нечаянной радостью». Благодаря о. Валентину в храме, прежде почти не имевшем прихожан, образовалась многочисленная община, одна из самых известных в Москве. В праздники маленькая церковь не вмещала всех богомольцев. Отец Валентин служил литургию ежедневно.

### Настоятель Архангельского собора
В 1892 году о. Валентин был назначен настоятелем и благочинным в кремлёвский Архангельский собор.
Выдающийся проповедник и духовник, Амфитеатров привлёк в московские храмы множество людей со всей Москвы, ввёл практику частого причащения. Иоанн Кронштадтский говорил приезжавшим к нему из Москвы: «У вас в Москве есть свой великий пастырь — отец Валентин, который лучше меня, к нему и обращайтесь».
В 1995 году издано сочинение «Очерки из библейской истории Ветхого Завета».

### Последние годы
В 1902 году отец Валентин потерял зрение, но вынужденный затвор мало что изменил в труднической жизни пастыря: в квартиру на берегу Москвы-реки, а позднее в подмосковное Очаково приходили и приезжали тысячи людей, батюшка исповедовал, диктовал письма, проповеди.
Позднее были изданы книги отца Валентина «Духовные беседы, произнесенные в Московском Архангельском соборе в 1896—1902 годах» (1909), «Воскресные Евангелия. Сборник проповедей» (1910). 

### Кончина и погребение
В 1908 году, 20 июля по старому стилю, отец Валентин скончался и был похоронен, согласно завещанию, вместе с супругой Елизаветой, которая скончалась в 1880 году, на Ваганьковском кладбище. В 1930-е годы надгробия протоиерея Валентина со сродниками в одной ограде были уничтожены богоборцами. Целый участок захоронений, находившихся рядом с могилой протоиерея Валентина, также был стёрт с лица земли. На «очищенном» участке впоследствии был возведён братский мемориал воинам Великой Отечественной войны. Верующие, которые знали, где стоял большой крест протоиерею Валентину, для поклонения пастырю выбрали одну из братских могил воинов.
Только осенью 1990 года неофициально рядом с мемориалом был установлен крест батюшке — без подписи, что он установлен в честь отца Валентина. В 2001 году этот крест был зарегистрирован как «могила протоиерея Валентина» на трёх лиц по фамилии Викторовы, которые называют себя правнуками пастыря. Ныне этот кенотаф зарегистрирован на гражданское лицо Каштанову, что противоречит Постановлению Правительства Москвы от 08.04.2008 N 260-ПП в пункте 3.6
В 1997 году московское подворье Валаамского монастыря, согласно научному исследованию и с разрешения государственных инстанций, курирующих кладбище, установило крест протоиерею Валентину именно среди братских могил, где он был погребён.

## Награды
- набедренник (1863 год) — «по вниманию к его службе, паче же к трудам по Консистории, понесенным во время присутствования в оной»
- бархатная фиолетовая скуфия (1866 год) — «за отлично усердную службу, при отлично хорошем поведении»
- камилавка (апрель 1875 года)
- наперсный крест (апрель 1879 года)

## Канонизация
Вопрос о прославлении протоиерея Валентина Амфитеатрова в лике святых был поднят Валаамским подворьем во второй половине 1990-х годов. Принципиальное решение о канонизации было принято в 1998 году на тридцать четвёртом заседании комиссии Священного синода Русской православной церкви по канонизации святых, которое проходило 11—12 марта 1998 года. Были рассмотрены материалы к канонизации в лике местночтимых святых Московской епархии протоиерея Валентина Амфитеатрова, присланные в комиссию патриархом Алексием II. Комиссия пришла к единодушному мнению, что для благословения патриархом на причисление протоиерея Валентина к лику местночтимых святых Московской епархии нет никаких препятствий, о чём 12 марта 1998 года патриарху был направлен рапорт.

## Очевидные причины непрославления
В 1999 году лицами Московской Патриархии и людьми, которые называют себя родственниками отца Валентина, на территории Братских могил Ваганьковского кладбища, где погребен протоиерей Валентин Амфитеатров, были совершены несанкционированные работы с целью обнаружения его святых останков. Была нарушена статья № 22 Федерального закона «О погребении». Мощи протоиерея Валентина могли быть повреждены шурфовальными работами на данном участке.
Очевидно, Московская Патриархия хотела обрести мощи Угодника Божия и прославить его подобно блаженной Матроне Московской, мощи которой были обретены прежде прославления. Но на территории Братских могил, где захоронен протоиерей Валентин, для произведения любых работ необходимо было получить разрешение государственных инстанций, курирующих кладбище. Это правило не было соблюдено. Нарушение закона усугубилось ещё и тем, что обретение мощей святого решили совершить кощунственным образом, используя шурфы глубиной более 3 метров.
Преступники были остановлены, им не дали развернуться. Этим вопросом многие годы занимались заинтересованные лица, ревнующие о святости протоиерея Валентина, и было собрано много документов государственной значимости. На патриархию не подали в суд, чтобы не подорвать авторитет патриарха Алексия Второго.
Основным нарушителем федерального закона «о погребении» явился первый викарий Патриарха Московского и всея Руси, который в течение многих лет не мог официально заявить о своем правонарушении. Дело в том, что Патриарх Московский и всея Руси в 1998 благословил его заниматься прославлением местночтимых святых. Документы, необходимые для прославления протоиерея Валентина, как известно, были оформлены священником Афанасием Гумеровым и переданы через первого викария Его Святейшеству. (Это не касалось обретения, а только прославления). Далее последовало решение Синодальной комиссии, потом шурфование, и первый викарий решил не открывать своего правонарушения Его святейшеству. После чего, вероятно, на стол патриарху не легли документы о том, что Синодальная Комиссия признала достойным прославление протоиерея Валентина, иначе бы Патриарх Московский и всея Руси должен был бы собрать Синод и назначить день прославления святого.
Прославление может произойти без обретения останков. Основной причиной непрославления является кощунственная попытка обретения мощей святого.
С 2005 года в секретариате Московской Патриархии лежит прошение на имя Святейшего Патриарха Кирилла с перечнем всех документов касательно этой грубой истории с шурфованием, но ответа нет, потому что первый викарий остаётся на своем месте. Таким образом задерживается и прославление.
В любом случае, если государственные инстанции или церковные археологи вернутся к вопросу об обретении мощей святого праведного Валентина Московского, всплывут все документы и факты шурфования 1999 года.

## Сочинения
- Библейская история Ветхого и Нового Завета. Ч. 1. М., 1875.
- Очерки из библейской истории Ветхого Завета. Ч. 1. М., 1895; т. 2. Юрьев, 1910.
- Духовные беседы, произнесенные в Московском Архангельском соборе в 1896—1902 годах. М., 1909.
- Воскресные Евангелия. Сборник проповедей. М., 1910.
- Великий пост. Духовные поучения. М., 1910; переизд.: М., 1997.
- Духовные поучения. М., 1911.
- Письма к Екатерине Михайловне и к о.архим. Серапиону Машкиным // Богословский вестник. 1914. № 6. С. 327—350; № 7/8. с. 508—534.
- Духовные поучения. Проповеди протоиерея Валентина Николаевича Амфитеатрова, бывшего настоятеля московского придворного Архангельского собора, записанные с его слов одной из его духовных дочерей. М., 1916; переизд.: Проповеди. М., 1995.

## Семья
Жена — Елизавета Ивановна Чупрова (1836—1880), дочь протоиерея Иоанна Филипповича Чупрова и Елизаветы Алексеевны Брильянтовой, сестра профессора МГУ Александра Ивановича Чупрова.
Дети:
- Александр (1862—1938)
- Александра, замужем за Евгением Вячеславовичем Пассеком.
  - Её дочь — Грабарь-Пассек, Мария Евгеньевна (1893—1975), жена правоведа Владимира Эммануиловича Грабаря.
- Любовь (1871—1933), по мужу — Викторова[11]
- Вера (1876—1948)